# Леськино
Леськино (укр. Леськине) — село, относится к Антрацитовскому району Луганской области Украины. Под контролем самопровозглашённой Луганской Народной Республики.

## География
Село расположено на реке под названием Юськина (левый берег). Соседние населённые пункты: Ильинка (на противоположном берегу Юськиной), посёлки Кошары, Лозы на востоке, Михайловка на юго-востоке, Тацино и Горняк на юге, город Антрацит, посёлок Верхний Нагольчик на западе, Дубовский на юго-западе.

## Население
Население по переписи 2001 года составляло 328 человек.

## Общие сведения
Почтовый индекс — 94682. Телефонный код — 6431. Занимает площадь 0,415 км². Код КОАТУУ — 4420385504.

## Местный совет
94682, Луганская обл., Антрацитовский р-н, с. Рафайловка, ул. Подлесная, д. 27а